# 凤仪镇 (茂县)
凤仪镇，中国四川省茂县下属的一个镇，县政府所在地，户籍人口37283人（2007年），下辖14个行政村。
1950年在凤仪镇设茂县专区，1953年并入新成立的四川藏族自治区，1958年随茂县并入新成立的茂汶羌族自治县。茂汶县撤销后重新成为茂县政府所在地至今。

## 行政区划
凤仪镇下辖以下地区：
外南社区、内南社区、雪花井社区、静州村、禹乡村、前进村、蓝店坡村、南桥村、南庄村、水西村、坪头村、甘青村、龙洞村、回龙村、顺城村、宗渠村、壳壳村、勒都村、吉鱼村、石鼓村、梨元沱村、茶山村和麻主村。